# Saemundssonia valida
Saemundssonia valida är en insektsart som först beskrevs av Kellogg och Chapman 1899.  Saemundssonia valida ingår i släktet Saemundssonia och familjen fjäderlöss. Inga underarter finns listade i Catalogue of Life.